# Nô (film)
Pour les articles homonymes, voir NO.
Pour plus de détails, voir Fiche technique et Distribution.
 Nô est un film québécois réalisé par Robert Lepage, sorti en 1998. Écrit par Robert Lepage et André Morency, le film est un hommage au théâtre japonais mais réfère aussi à l’issue des deux référendums au Québec.

## Synopsis
En octobre 1970, le Québec était coupé du monde pendant qu’à Osaka l’exposition universelle offrait au monde un portrait de ce qu’il devenait. La veille de la loi sur les mesures de guerre, pendant que son ami pose des bombes à Montréal, Sophie joue un boulevard de Feydeau au pavillon du Québec à Osaka. Tantôt au Japon, tantôt au Québec, les climats fiévreux de deux moments historiques, se font échos. Le sort de son pays se joue aux antipodes pendant que Sophie joue au théâtre. Elle apprend qu’elle est enceinte et le sort de son enfant dépend du père lié aux terroristes d’octobre 1970.

## Fiche technique
- Réalisation : Robert Lepage
- Scénario : Robert Lepage et André Morency
- Direction artistique : Monique Dion
- Cinématographie : Pierre Mignot
- Montage : Aube Foglia
- Musique : Michel F. Côté et Bernard Falaise
- Créatrice costumes : Marie Chantale Vaillancourt
- Son : Véronique Gabillaud, Raymond Vermette, Stéphane Bergeron
- Pays :  Québec,  Canada
- Production : Bruno Jobin
- Distribution : Alliance Atlantis Vivafilm
- Budget : 800 000 $
- Durée : 84 minutes
- Dates de sortie :
  -  Québec : 25 septembre 1998

## Distribution
- Anne-Marie Cadieux : Sophie Maltais
- Marie Gignac : Patricia Hébert
- Richard Fréchette : Walter
- Alexis Martin : Michel
- Éric Bernier : François-Xavier
- Marie Brassard : Hanako
- Patrice Godin : René
- Jean Charest : Claude
- Jules Philip : policier 1
- Tony Conte : policier 2
- Normand Bissonnette : Buchanen
- Ghislaine Vincent : madame Petypon
- Jean Leloup : livreur
- Walter T. Cassidy : acteur Nô
- Ron Korb : musicien de flûte Nô
- Darren Hitoshi Miyasaki : musicien Nô
- Gary Kiyoshi Nagata : musicien Nô
- Jim Asano Akira : assistant Nô
- Milton Tanaka : assistant Nô
- Hitomi Asahata : vendeuse Nô
- Yosh Tagushi : médecin
- Michel Lee : Étienne
- Robert Bellefeuille : curé Feydeau
- Lynda Lepage-Beaulieu : madame Feydeau
- Noriko Hisatomi : hôtesse à l’Expo d’Osaka
- Kathia Bassanoff : femme fantasme
- Julie Shimotakahra : serveuse du restaurant
- Nathalie D’Anjou : concierge
- Denis Gaudreault : visiteur de l'appartement
- Denis Lefebvre : visiteur de l'appartement
- Abdul Aziz Rasuli : Aziz
- Yoshihiro Shimazu : serveur du karaoké
- France Larochelle : hôtesse du Québec
- Anne Larochelle : hôtesse du Québec
- Robert Norman : policier SQ
- Pierre Auger : voix
- Sophie Faucher : voix
- Manuel Foglia : voix
- Pierre Drolet : voix
- Jean Chrétien : lui-même (document visuel d’archives)
- Knowlton Nash : lui-même (document visuel d’archives)
- Pierre Trudeau : lui-même (document visuel d’archives)

## Récompenses et nominations

### Récompenses
- 1998 : Festival international du film de Toronto, prix du meilleur réalisateur de film canadien à Robert Lepage
- 1998 : au (Cinéfest Sudbury (en)), prix du meilleur film canadien à Robert Lepage

### Nominations
- 1998 : Grand prix des Amériques au Festival des films du monde de Montréal à Robert Lepage
- 1999 : prix Génie pour le meilleur dessin de costumes à Marie-Chantale Vaillancourt
- 1999 : prix Génie pour la meilleure actrice dans un rôle principal à Anne-Marie Cadieux
- 1999 : prix Génie pour le meilleur scénario  à André Morency et Robert Lepage
- 1999 : prix Jutra pour la meilleure direction artistique  à Monique Dion, C. Jacques et Jean Le Bourdais
- 1999 : prix Jutra pour la meilleure photographie à Pierre Mignot
- 1999 : prix Jutra pour la meilleure réalisation à Robert Lepage
- 1999 : prix Jutra pour le meilleur montage image à Aube Foglia
- 1999 : prix Jutra pour le meilleur film à Bruno Jobin
- 1999 : prix Jutra pour le meilleur scénario  à André Morency et Robert Lepage

## Citation
« Nô était l'occasion de brosser une fresque d'époque avec un gars qui veut changer le monde en posant des bombes et une fille qui cherche à se réapproprier sa liberté. On commence seulement à être assez détachés de cette période pour pouvoir en parler avec humour. Car c'était une époque idéaliste mais aussi d'une maladresse incroyable » (Robert Lepage, dans L'Indépendance du Québec).